# Los Supersabios
Los Supersabios es una serie de historietas de ciencia ficción, aventura y comedia desarrollada por el historietista Germán Butze entre 1936 y 1968.

## Trayectoria editorial
La serie empezó como tira semanal en el periódico Novedades, de Publicaciones Herrerías, el 18 de enero de 1936 para poco después volverse diaria, formato en el que permaneció hasta 1946. Dos meses después de su aparición en el periódico (enero de 1936), también comienza a aparecer en la revista Mujeres y Deportes, y en octubre de ese mismo año se crea la sección Chamaco, en la que se reunieron las historietas publicadas en esa revista. La sección se vuelve suplemento (y Los Supersabios se empiezan a publicar en color) y el 10 de octubre de 1936 se convierte en revista, donde la historieta se publicaría hasta 1953, año en el que Los Supersabios se estrena con su propia revista, editada por Publicaciones Herrerías. La historieta se publicó hasta el 16 de febrero de 1968.
De 1969 a 1976 Editorial Joma reimprimió 355 números de Los Supersabios. Editorial Posada  intentó una nueva reedición en 1978, pero no tuvo éxito. Actualmente se publica en tiras cómicas en Milenio Diario.

## Argumento
El cómic narra las aventuras de tres jóvenes amigos: Paco, Pepe y Panza. Los dos primeros son científicos que, aunque aficionados, crean los más insólitos inventos y se enfrentan al temible científico loco Solomillo y a Don Seve, el abusivo abuelo de Panza. Para el teórico Armando Bartra la serie tiene mucho mayor calado de lo que parece, porque 

tras la narrativa de evasión hay un venenoso retrato de familia con opresivo paisaje social. Sin las escapadas rocambolescas con Paco y Pepe, la vida de Panza Piñón con su madre y su abuelo sería un infierno insoportable.

## Adaptaciones a otros medios
En 1978 la productora Kinemma realizó una película basada en los personajes de Butze. Fue dirigida por Anuar Badín y fue estrenada el 4 de noviembre de ese año.